# Certhiaxis
Certhiaxis é um género de ave da família Furnariidae.
Este género contém as seguintes espécies:
- Certhiaxis mustelina
- Certhiaxis cinnamomeus